# مينورو ساساكي
مينورو ساساكي (باليابانية: 佐々木登؛ بالكانا: ささき みのる) هو عسكري ياباني، ولد في 1893 في هيروشيما في اليابان، وتوفي في 27 أبريل 1961.